# Karketu Dili FC
Karketu Dili là một câu lạc bộ bóng đá chuyên nghiệp bóng đá của Đông Timor có trụ sở tại Dili, hiện đang thi đấu tại Liga Futebol Amadora, giải đấu cao nhất thuộc hệ thống giải chuyên nghiệp Primeira Divisão kể từ khi thành lập năm 2016. Câu lạc bộ này đã giành chức vô địch Primeira Divisão 2017, và kết thúc mùa giải với tổng số điểm là 28.